# フリーレンドルフ
フリーレンドルフ (ドイツ語: Frielendorf) は、ドイツ連邦共和国ヘッセン州シュヴァルム＝エーダー郡に属す町村（以下、本項では便宜上「町」と記述する）である。この町は州指定の保養地である。

## 地理

### 位置
フリーレンドルフは、クニュル山地の北西端、ホムベルクの北約 8.5 km に位置する。この町の北西にはゼントベルク（海抜 339 m）、北東にジルバー湖、南東にマルク山（海抜 382.7 m）がある。町内をエフツェ川の支流であるオーエバッハ川が流れている。

### 隣接する市町村
フリーレンドルフは、北東と東はホムベルク (エフツェ)、南東にはシュヴァルツェンボルン、南はノイキルヒェンとヴィリングスハウゼン、南西と西はシュヴァルムシュタット、西はノイエンタール、北西はボルケンと境を接する。以上の市町村はいずれもシュヴァルム＝エーダー郡に属している。

### 自治体の構成
自治体フリーレンドルフは、中核地区の他に以下の15の地区からなる（日付は合併の日付である）。
| - アレンドルフ（1974年1月1日） - ゲーバースドルフ（1971年12月31日） - グロースロッパーハウゼン（1974年1月1日） - ラナーツハウゼン（1971年12月31日、旧レンダーシャイト） - ライムスフェルト（1974年1月1日、旧グレンツェバッハ） - レンダースシャイト（1971年12月31日、旧レンダーシャイト） - ロイデローデ（1974年1月1日） - リンジンゲン（1971年12月31日） | - オーバーグレンツェバッハ（1974年1月1日、旧グレンツェバッハ） - シェーンボルン（1974年1月1日、旧グレンツェバッハ） - ジーバーツハウゼン（1971年12月31日、旧レンダーシャイト） - シュピースカペル（1974年1月1日） - トーデンハウゼン（1971年12月31日） - フェルナ（1974年1月1日） - ヴェルヒェロート（1974年1月1日、かつてはフェルナの地区であった） |

より広域のために専門的でより良い行政を可能にし、均一な運用を実現するために、ヘッセンの行政・地域改革がなされた。最初は自由意思による市町村合併であった。この合併は州から資金面での「特典」によって奨励された。
1971年12月31日にレンダーシャイトが、1974年1月1日にグレンツェバッハがフリーレンドルフに合併した。

## 行政

### 議会
フリーレンドルフの町議会は、31議席からなる。

### 姉妹都市
- クラインシュマルカルデン（ドイツ、テューリンゲン州）
- ポペリンゲ（ベルギー、ウェスト＝フランデレン州）2009年5月30日以降

## 文化と見所

### 博物館
フリーレンドルフ炭坑を含む博物館には、フリーレンドルフの歴史や町内および周辺地域の褐炭採掘について情報を提供している。
フェルナの村の博物館は村の生活文化、家具、手工芸品を展示している。

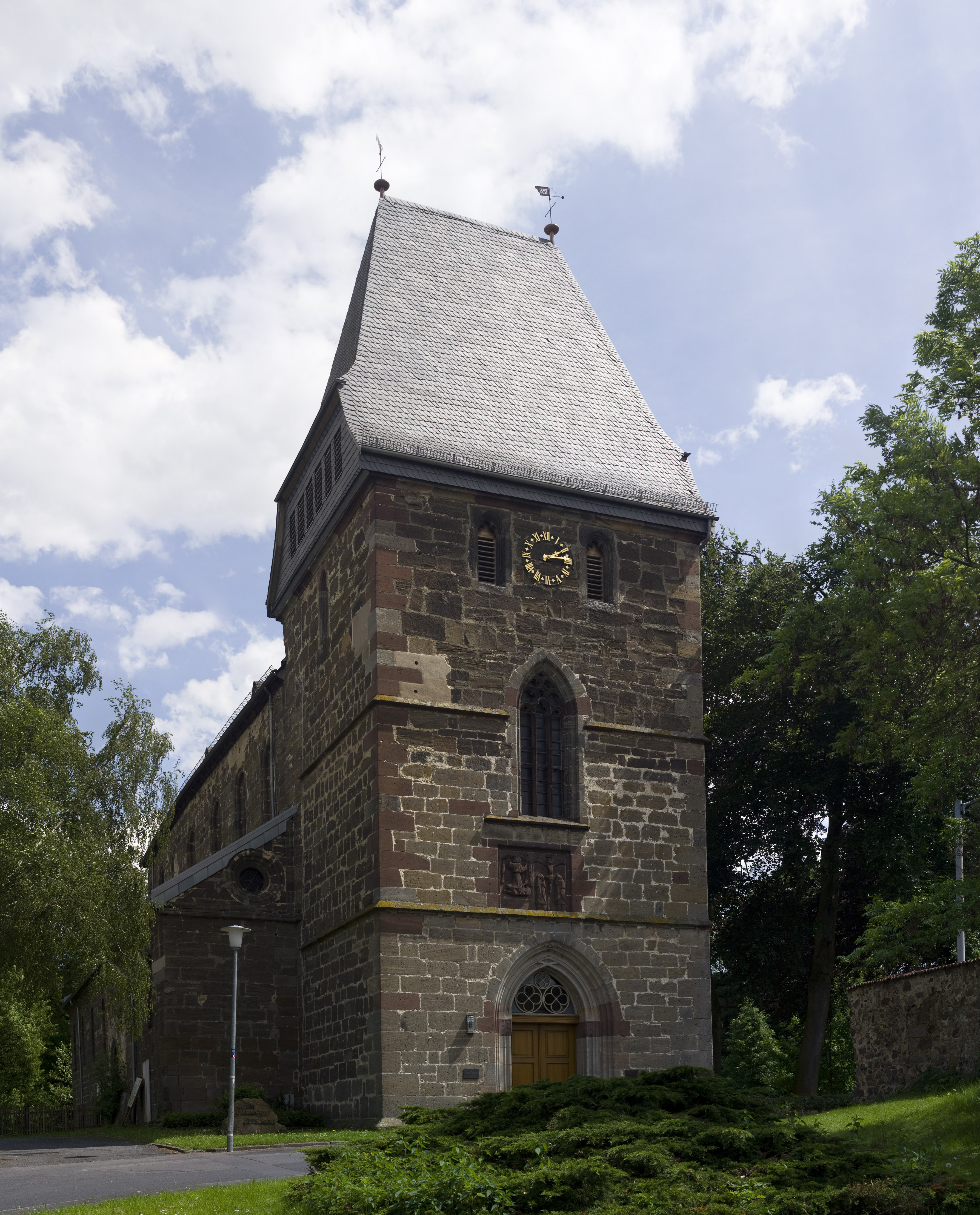
シュピースカペルの教会

### 建造物
シュピースカペルには1255年に献堂された聖ヨハネス教会がある。この教会は、元々1143年に創設されたプレモントレ会修道参事会に属す旧シュピースカペル修道院の教会であった。この教会は主に単に「修道院教会」と呼ばれている。オルガンは、ヘルスフェルトのヨハネス・シュロットマンのオルガン工房で作製された。
シュピース塔（「シュピースカペルの見張り塔」とも呼ばれる）は、中世の見張り塔であり、シュピースカペルとオーバーグレンツェバッハを結ぶ通り沿いに建っている。この塔は中世の重要な交易路の途中にあり、かつてはオーバーヘッセンとニーダーヘッセンとの境界に位置していた。15世紀から16世紀にはシュピースでヘッセンの領邦等族の会議が行われていた。シュピース塔は、フリーレンドルフの紋章の一部になっている。

### 公園
ジルバーゼー休暇滞在公園は、フリーレンドルフ東部の同名の湖（ジルバー湖）沿いにある。

## 経済と社会資本

### 交通
フリーレンドルフは、連邦道 B254号線（ホムベルク - フルダ）沿いに位置している。連邦アウトバーン A49号線のノイエンタール・インターチェンジへは約 11 km である。この町は北ヘッセン交通連盟に加盟している。最寄りの鉄道駅は、ヴァーベルン、シュヴァルムシュタット＝トロイザ、ボルケン (ヘッセン)、カッセル＝ヴィルヘルムスヘーエである。

## 人物

### ゆかりの人物
- マルゴート・ケースマン（1958年 - ）神学者。シュピースカペルの牧師を務めた（1985年 - 1990年）。

## 引用
1. ↑  Hessisches Statistisches Landesamt: Bevölkerung in Hessen am 31.12.2023 (Landkreise, kreisfreie Städte und Gemeinden, Einwohnerzahlen auf Grundlage des Zensus 2011)]